# Leonie Gebert
Leonie Marie Gebert (* 31. Juli 2003 in Grünstadt) ist eine deutsche Fußballspielerin. Seit Juli 2024 gehört sie dem First Vienna FC an.

## Karriere

### Vereine
Gebert spielte zuletzt in der B-Juniorinnen-Bundesliga für die B-Jugendmannschaft des FC Speyer 09, für den sie von 2018 bis 2019 in 28 Punktspielen zum Einsatz gekommen war und zehn Tore erzielt hatte.
Mit ihrem Wechsel zur TSG 1899 Hoffenheim Anfang des Jahres 2020, kam sie für die Zweitvertretung in der eingleisigen 2. Bundesliga am 29. Februar beim 3:2-Sieg im Heimspiel gegen die SG 99 Andernach von Beginn an zu ihrem Seniorinnendebüt. Des Weiteren bestritt sie für die U17-Nachwuchsmannschaft ein weiteres Punktspiel – diesmal in der Staffel Süd – in der B-Juniorinnen-Bundesliga. Von 2020 bis 2024 kam sie in insgesamt 46 Punktspielen in der 2. Bundesliga zum Einsatz; ihr einziges Tor in dieser Spielklasse erzielte sie zum Saisonstart am 15. August 2021 beim 4:1-Sieg im Heimspiel gegen den Neuling SV Henstedt-Ulzburg mit dem Treffer zum 3:1 in der 78. Minute. Mit dem Abstieg ihrer Mannschaft am Saisonende 2023/24 verließ sie diese.
Am 23. Juli 2024 wurde sie vom österreichischen Bundesligisten First Vienna FC verpflichtet. Ihr Bundesligadebüt für ihren ersten Verein im Ausland gab sie zum Saisonstart am 14. August 2024 bei der 0:3-Niederlage im Heimspiel gegen den Stadt- und Ligarivalen FK Austria Wien als Einwechselspielerin für Nadine Seidl ab der 46. Minute. Ihr erstes Bundesligator gelang ihr am 29. September 2024 (5. Spieltag) beim 1:1-Unentschieden im Heimspiel gegen den SK Sturm Graz mit dem Treffer zum Endstand in der 33. Minute.

### Auswahl- / Nationalmannschaft
Gebert kam als Spielerin der Auswahlmannschaft des Südwestdeutschen Fußballverbandes in den Altersklassen U14 (2016 und 2017), U16 (2018 und 2019) und U18 (2018 und 2019) in insgesamt 22 Spielen um den DFB-Länderpokal an der Sportschule Wedau in Duisburg zum Einsatz, in denen ihr drei Tore (alle für die U18) gelangen.
Für den DFB kam sie als Nationalspielerin in der U16-Nationalmannschaft in fünf Länderspielen zum Einsatz. Ihr Debüt erfolgte am 7. Mai 2019 in Clairefontaine-en-Yvelines beim 3:0-Sieg im Freundschaftsspiel gegen die U16-Nationalmannschaft Frankreichs. Mit dieser Nachwuchsnationalmannschaft nahm sie auch vom 2. bis 8. Juli desselben Jahres am Turnier um den Nordic-Cup teil, den sie nach vier Turniereinsätzen – einschließlich des 4:1-Finalsieges über die U16-Nationalmannschaft Englands – mit ihrer Mannschaft auch gewann. In diesem Turnier gelang ihr am 4. Juli im zweiten Spiel beim 7:1-Sieg über die U16-Nationalmannschaft Dänemarks mit dem Treffer zum 4:1 in der 69. Minute ihr einziges Länderspieltor.

## Erfolge
- U16-Nordic-Cup-Sieger 2019